# Marginaster pectinatus
Marginaster pectinatus is een zeester uit de familie Poraniidae.
De wetenschappelijke naam van de soort werd in 1881 gepubliceerd door Edmond Perrier.